# Élections sénatoriales de 2026 dans le Gers
Pour un article plus général, voir Élections sénatoriales françaises de 2026.
Les élections sénatoriales dans le Gers sont prévues en septembre 2026. Elles visent à renouveler les deux sénateurs du département.

## Modalités

### Dates
Ces élections se tiendront en septembre 2026, les sénateurs étant élus pour une durée de 6 ans et les élections de 2020 ayant eu lieu le 27 septembre.

### Mode de scrutin
Le Gers étant représenté par deux sénateurs, ces derniers sont élus au scrutin uninominal majoritaire à deux tours. Est élu le candidat qui réunit la majorité absolue des suffrages exprimés et les voix d'un quart des électeurs inscrits dans la circonscription. À défaut, un second tour est organisé. Celui qui remporte le plus de voix au second tour est déclaré élu.

### Collège électoral
Les élections sénatoriales sont un scrutin indirect, cela signifie que seuls les grands électeurs sont appelés à voter lors de cette élection. Sont considérés comme grands électeurs:
- les députés et sénateurs ;
- les conseillers régionaux ;
- les conseillers départementaux ;
- les délégués des conseils municipaux. Cette dernière catégorie représente 95 % des grands électeurs[5].

## Contexte

### Élections sénatoriales de 2020
Lors des élections sénatoriales de 2020, le sénateur socialiste sortant Franck Montaugé est réélu dès le 1er tour, tandis que Alain Duffourg, indépendant divers droite, parvient à battre Raymond Vall, second sénateur sortant affilié au parti radical de gauche, lors du 2d tour.

### Élections municipales de 2026
Les élections sénatoriales de 2026 prendront place 6 mois après les municipales de la même année. La très grande majorité des grands électeurs français étant issus des conseils municipaux, leur composition aura dès lors un impact important sur le scrutin sénatorial.

## Résultats

### Sénateurs sortants et élus
| Sénateurs sortants | Parti | Parti | Groupe | Groupe | Sénateurs élus | Parti | Parti | Groupe | Groupe |
| ------------------ | ----- | ----- | ------ | ------ | -------------- | ----- | ----- | ------ | ------ |
| Alain Duffourg     |       | SE    |        | UC     |                |       |       |        |        |
| Franck Montaugé    |       | PS    |        | SER    |                |       |       |        |        |